# Florence Patterson
Florence Maurice Paterson (Saint John's, 3 novembre 1927 – Vancouver, 23 luglio 1995) è stata un'attrice canadese.

## Biografia
Figlia del politico George Nightingale e Violet Noseworthy, Florence Paterson nacque e crebbe a Saint John's. 
Dopo aver lavorato come maestra e fatto studi infermieristici, si avvicinò alla recitazione negli anni 70, quando cominciò a recitare al Neptune Theatre di Halifax. Attiva prevalentemente in campo televisivo, è nota al grande pubblico per i film Due nel mirino e Piccole donne, in cui interpretava la domestica Hannah.
Sposata con John Paterson, morì a Vancouver nel 1995 all'età di 67 anni.

## Filmografia parziale

### Cinema
- Due nel mirino (Bird on a Wire), regia di a John Badham (1990)
- Piccole donne (Little Women), regia di Gillian Armstrong (1994)

### Televisione
- Occhio al superocchio (Seeing Things) - serie TV, 1 episodio (1987)
- Crimini misteriosi (Unsub) - serie TV, 1 episodio (1989)
- Oltre la legge - L'informatore (Wiseguy) - serie TV, 1 episodio (1990)
- It - serie TV, 1 episodio (1990)
- Nonna stiamo arrivando (To Grandmother's House We Go) - film TV, regia di Jeff Franklin (1992)

## Doppiatori italiani
- Miranda Bonansea in Piccole donne